# قائمة الجوائز والترشيحات التي تلقاها كوينتن تارانتينو
فيما يلي قائمة بالجوائز والترشيحات التي تلقاها المخرج والمنتج وكاتب السيناريو الأمريكي كوينتن تارانتينو. في عام 1994، عن عمله في خيال رخيص، تم ترشيحه لجائزة الأوسكار لأفضل مخرج وأفضل سيناريو أصلي، وفاز بالجائزة الأخيرة. بينما تم ترشيح خيال رخيص لأفضل فيلم، لم يكن تارانتينو منتجًا مسجلاً. تم ترشيحه لنفس الفئات في عام 2009 عن فيلم أوغاد مجهولون، وفي عام 2012 فاز مرة أخرى بجائزة أفضل سيناريو أصلي لجانغو الحر. حصل على أول ترشيح له لأفضل فيلم عن فيلم حدث ذات مرة في هوليوود لدوره كمنتج.

## الجوائز والترشيحات

### جائزة الأوسكار

#### أفضل فيلم
| السنة | العمل المترشح          | النتيجة |
| ----- | ---------------------- | ------- |
| 2020  | حدث ذات مرة في هوليوود | رُشِّح     |

#### أفضل مخرج
| السنة | العمل المرشح           | النتيجة |
| ----- | ---------------------- | ------- |
| 1995  | خيال رخيص              | رُشِّح     |
| 2010  | أوغاد مجهولون          | رُشِّح     |
| 2020  | حدث ذات مرة في هوليوود | رُشِّح     |

#### أفضل سيناريو أصلي
| السنة | العمل المرشح           | النتيجة |
| ----- | ---------------------- | ------- |
| 1995  | خيال رخيص              | فوز     |
| 2010  | أوغاد مجهولون          | رُشِّح     |
| 2013  | جانغو الحر             | فوز     |
| 2020  | حدث ذات مرة في هوليوود | رُشِّح     |

### جوائز الأكاديمية البريطانية للأفلام

#### أفضل فيلم
| السنة | العمل المرشح           | النتيجة |
| ----- | ---------------------- | ------- |
| 2020  | حدث ذات مرة في هوليوود | رُشِّح     |

#### أفضل مخرج
| السنة | العمل المرشح           | النتيجة |
| ----- | ---------------------- | ------- |
| 1995  | خيال رخيص              | رُشِّح     |
| 2010  | أوغاد مجهولون          | رُشِّح     |
| 2013  | جانغو الحر             | رُشِّح     |
| 2020  | حدث ذات مرة في هوليوود | رُشِّح     |

#### أفضل سيناريو أصلي
| السنة | العمل المرشح           | النتيجة |
| ----- | ---------------------- | ------- |
| 1995  | خيال رخيص              | فوز     |
| 2010  | أوغاد مجهولون          | رُشِّح     |
| 2013  | جانغو الحر             | فوز     |
| 2016  | الحاقدون الثمانية      | رُشِّح     |
| 2020  | حدث ذات مرة في هوليوود | رُشِّح     |

### جائزة اختيار النقاد للأفلام
| السنة | العمل المرشح           | الفئة             | النتيجة |
| ----- | ---------------------- | ----------------- | ------- |
| 2009  | أوغاد مجهولون          | أفضل مخرج         | رُشِّح     |
| 2009  | أوغاد مجهولون          | أفضل سيناريو أصلي | فوز     |
| 2012  | جانغو الحر             | أفضل سيناريو أصلي | فوز     |
| 2015  | الحاقدون الثمانية      | أفضل سيناريو أصلي | رُشِّح     |
| 2019  | حدث ذات مرة في هوليوود | أفضل مخرج         | رُشِّح     |
| 2019  | حدث ذات مرة في هوليوود | أفضل سيناريو أصلي | فوز     |
| 2019  | حدث ذات مرة في هوليوود | أفضل فيلم         | فوز     |

### جوائز الغولدن غلوب

#### أفضل فيلم موسيقي أو كوميدي
| السنة | العمل المرشح           | النتيجة |
| ----- | ---------------------- | ------- |
| 2020  | حدث ذات مرة في هوليوود | فوز     |

#### أفضل مخرج
| السنة | العمل المرشح           | النتيجة |
| ----- | ---------------------- | ------- |
| 1995  | خيال رخيص              | رُشِّح     |
| 2010  | أوغاد مجهولون          | رُشِّح     |
| 2013  | جانغو الحر             | رُشِّح     |
| 2020  | حدث ذات مرة في هوليوود | رُشِّح     |

#### أفضل سيناريو
| السنة | العمل المرشح           | النتيجة |
| ----- | ---------------------- | ------- |
| 1995  | خيال رخيص              | فوز     |
| 2010  | أوغاد مجهولون          | رُشِّح     |
| 2013  | جانغو الحر             | فوز     |
| 2016  | الحاقدون الثمانية      | رُشِّح     |
| 2020  | حدث ذات مرة في هوليوود | فوز     |

### جوائز الروح المستقلة
| السنة | العمل المرشح  | الفئة         | النتيجة |
| ----- | ------------- | ------------- | ------- |
| 1992  | كلاب المستودع | أفضل أول فيلم | رُشِّح     |
| 1992  | كلاب المستودع | أفضل مخرج     | رُشِّح     |
| 1994  | خيال رخيص     | أفضل مخرج     | فوز     |
| 1994  | خيال رخيص     | أفضل سيناريو  | فوز     |

### مهرجان سيدجيس السينمائي
| السنة | العمل المرشح  | الفئة                   | النتيجة |
| ----- | ------------- | ----------------------- | ------- |
| 1992  | كلاب المستودع | أفضل مخرج               | فوز     |
| 1992  | كلاب المستودع | أفضل سيناريو            | فوز     |
| 1996  |               | جائزة آلة الزمن الفخرية | فوز     |

### جائزة زحل

#### جائزة زحل لأفضل فيلم أكشن ومغامرات
| السنة | العمل المرشح      | النتيجة |
| ----- | ----------------- | ------- |
| 1994  | خيال رخيص         | فوز     |
| 2004  | اقتل بيل الجزء 1  | فوز     |
| 2005  | اقتل بيل الجزء 2  | فوز     |
| 2010  | أوغاد مجهولون     | فوز     |
| 2013  | جانغو الحر        | رُشِّح     |
| 2016  | الحاقدون الثمانية | رُشِّح     |

#### جائزة زحل لأفضل فيلم رعب
| السنة | العمل المرشح | النتيجة |
| ----- | ------------ | ------- |
| 2008  | غريندهووس    | رُشِّح     |

#### جائزة زحل لأفضل فيلم إثارة
| السنة | العمل المرشح      | النتيجة |
| ----- | ----------------- | ------- |
| 2016  | الحاقدون الثمانية | رُشِّح     |

#### جائزة زحل لأفضل فيلم خيال
| السنة | العمل المرشح           | النتيجة     |
| ----- | ---------------------- | ----------- |
| 2021  | حدث ذات مرة في هوليوود | في الانتظار |

#### جائزة زحل لأفضل ممثل مساعد
| السنة | العمل المرشح       | النتيجة |
| ----- | ------------------ | ------- |
| 1996  | من الغسق حتى الفجر | رُشِّح     |

#### جائزة زحل لأفضل مخرج
| السنة | العمل المرشح           | النتيجة     |
| ----- | ---------------------- | ----------- |
| 2004  | اقتل بيل الجزء 1       | رُشِّح         |
| 2005  | اقتل بيل الجزء 2       | رُشِّح         |
| 2010  | أوغاد مجهولون          | رُشِّح         |
| 2021  | حدث ذات مرة في هوليوود | في الانتظار |

#### جائزة زحل لأفضل سيناريو
| السنة | العمل المرشح           | النتيجة     |
| ----- | ---------------------- | ----------- |
| 1993  | رومانسية حقيقية        | رُشِّح         |
| 1994  | خيال رخيص              | رُشِّح         |
| 1996  | من الغسق حتى الفجر     | رُشِّح         |
| 2004  | اقتل بيل الجزء 1       | رُشِّح         |
| 2005  | اقتل بيل الجزء 2       | رُشِّح         |
| 2010  | أوغاد مجهولون          | رُشِّح         |
| 2013  | جانغو الحر             |             |
| 2021  | حدث ذات مرة في هوليوود | في الانتظار |

### جائزة غرامي
| السنة | العمل المرشح           | الفئة                               | النتيجة |
| ----- | ---------------------- | ----------------------------------- | ------- |
| 2003  | اقتل بيل الجزء 1       | أفضل موسيقى تصويرية للوسائط المرئية | رُشِّح     |
| 2004  | اقتل بيل الجزء 2       | أفضل موسيقى تصويرية للوسائط المرئية | رُشِّح     |
| 2009  | أوغاد مجهولون          | أفضل موسيقى تصويرية للوسائط المرئية | رُشِّح     |
| 2013  | جانغو الحر             | أفضل موسيقى تصويرية للوسائط المرئية | رُشِّح     |
| 2020  | حدث ذات مرة في هوليوود | أفضل موسيقى تصويرية للوسائط المرئية | رُشِّح     |

### جائزة الإيمي برايم تايم
| السنة | العمل المرشح                                         | الفئة                        | النتيجة |
| ----- | ---------------------------------------------------- | ---------------------------- | ------- |
| 2005  | سي اس آي: التحقيق في موقع الجريمة. الحلقة "خطر جسيم" | الإخراج المتميز لمسلسل درامي | رُشِّح     |

### مهرجان كان السينمائي
| السنة | العمل المرشح           | الفئة          | النتيجة |
| ----- | ---------------------- | -------------- | ------- |
| 1994  | خيال رخيص              | السعفة الذهبية | فوز     |
| 2007  | المضاد للموت           | السعفة الذهبية | رُشِّح     |
| 2009  | أوغاد مجهولون          | السعفة الذهبية | رُشِّح     |
| 2019  | حدث ذات مرة في هوليوود | السعفة الذهبية | رُشِّح     |

### جائزة التوتة الذهبية
| السنة | العمل المرشح       | الفئة           | النتيجة |
| ----- | ------------------ | --------------- | ------- |
| 1996  | من الغسق حتى الفجر | اسوأ ممثل مساعد | رُشِّح     |

### جوائز الفلم السيء النتن
| السنة | العمل المرشح       | الفئة           | النتيجة |
| ----- | ------------------ | --------------- | ------- |
| 1996  | من الغسق حتى الفجر | اسوأ ممثل مساعد | رُشِّح     |

## تشريفات أخرى
- 2005 جائزة أيقونة العقد في حفل توزيع جوائز إمباير العاشر.
- 2007 جائزة الإنجاز في قصر مالاكانانغ في مانيلا.[1]
- 2008 جائزة مخرج فيلم على الحافة في مهرجان بروفينستاون السينمائي الدولي.
- 2010 وسام الاستحقاق من الجمهورية المجرية مع لوسي لو وآندي فاجنا لإنتاج فيلم غضب الحرية 2006.[2]
- 2011 سيزار الفخري من جائزة سيزار.[3]
- 2013 جائزة الإنجاز من مهرجان روما السينمائي.[4]
- 2013 بريكس لوميير، في مهرجان لومييرالخامس في ليون، فرنسا.